# ククレン
座標: 北緯42度2分 東経24度47分 / 北緯42.033度 東経24.783度

ククレン
Куклен

ククレン ブルガリア内のククレンの位置

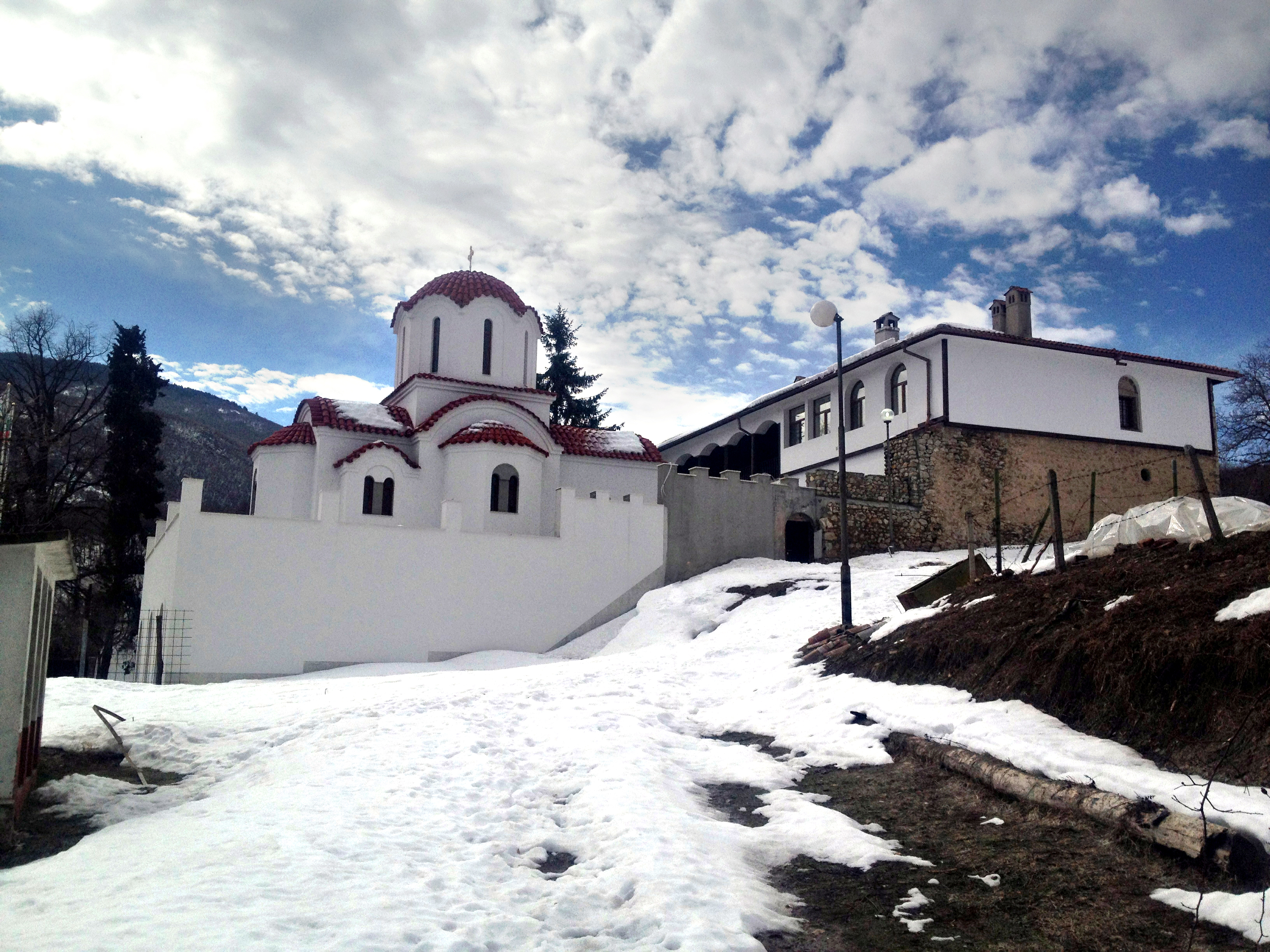
ククレン修道院

ククレン（ブルガリア語: Ку̀клен / Kuklen）は、ブルガリア中南部にある自治体、およびそれを中心とした基礎自治体である。プロヴディフ州に属し、プロヴディフからは南に14キロメートル、ブルガリアの首都ソフィアからは南東におよそ100キロメートル離れている。ククレンは2006年5月23日に村（selo）から市（grad）に昇格した。ククレン自治体全域での人口は6619人、うちククレンの町に住むのは6038人である。
ククレンは人口の少ない市であるが、多数派であるブルガリア正教会の聖堂のみならず、ムスリムやブルガリア東方典礼カトリック教会に属する住民もおり、それらのモスクや聖堂もある。各宗教間の関係は良好である

## 町村
ククレン基礎自治体（Община Куклен）にはその中心であるククレンをはじめとする、以下の町村（集落）が存在している。
- Гълъбово
- Добралък
- Куклен
- Руен
- Цар Калоян
- bg:Яврово

## ククレンにちなんだ命名
南極大陸・サウス・シェトランド諸島のリヴィングストン島にあるククレン岬は、ククレンにちなんで命名された。